# 한국PR기업협회
한국PR기업협회는 회원사간의 자율적인 윤리규범 준수, PR업계의 권익을 도모하는 사업 추진 및 친목도모를 통해 PR기업에 대한 신뢰와 위상을 제고하고 한국PR산업 발전에 이바지하는 PR인의 자질과 의식 고양을 목적으로 2008년 9월 11일 설립된 대한민국 문화체육관광부 소관의 사단법인이다. 사무실은 서울특별시 중구 (서울특별시) 정동 28-11 카리스타워 2층에 있다.

## 주요 사업
- PR업계의 권익도모를 위한 사업
- PR인의 수준 향상 및 PR기업 이미지 제고를 위한 사업
- 자율적인 윤리규범 준수를 위한 사업
- 회원사 상호간의 친목 도모
- 회원사 홍보 교육사업
- 외부 홍보 교육 사업
- 공공 홍보 컨설팅 사업 등